# Американська боротьба

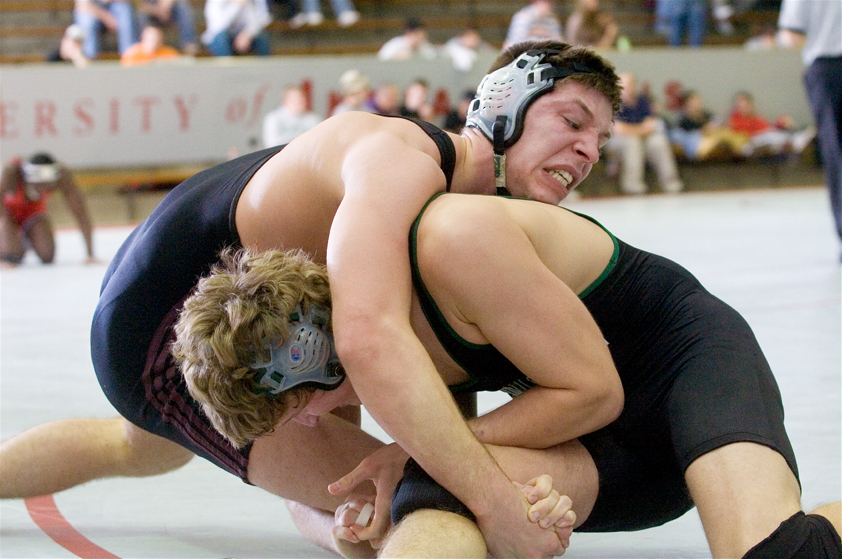
Американська народна боротьба

Американська боротьба — умовна категорія, до якої відносяться стилі і види спортивної боротьби, що походять зі Сполучених Штатів Америки. До американських стилів боротьби належать:
- Кетч (англ. catch wrestling)
- Шкільна боротьба (англ. scholastic wrestling)
- Коледжна боротьба (англ. collegiate wrestling)

Основою американських стилів боротьби є кетч. Цей традиційний вид боротьби на підкорення зародився у Великій Британії, але розвинувся і закріпився у США, де мав значний вплив на розвиток таких видів єдиноборств, як вільна боротьба, греплінг та змішані бойові мистецтва.
Шкільна та коледжна боротьба належать до американського стилю вільної боротьби, у якому правила змагань враховують вікові особливості борців (специфічні обмеження ваги, тривалості, форми, а також тренувального процесу і техніки боротьби). Розвитком шкільної та коледжної боротьби у США займаються Національна федерація регіональних шкільних асоціацій та Національна асоціація студентського спорту відповідно. Інколи шкільну та коледжну боротьбу об'єднують терміном «американська народна боротьба» (англ. american folkstyle wrestling).
Також до категорії «американська боротьба» можна умовно віднести реслінг, який хоча й походить зі США та має елементи боротьби, залишається лише театральним єдиноборством.